# Хмільок
Хмільок (або Хмелик, Хмєлєк пол. Chmielek) — колишнє українське село в Польщі, у гміні Лукова Білгорайського повіту Люблінського воєводства. Населення — 1167 осіб (2011).

## Розташування
Знаходиться на Закерзонні (в історичній Холмщині).

## Історія
Церква в селі вперше згадується в ерекційному акті (заснування) 1579 року. В 1796 році греко-католицькою громадою зведений новий дерев'яний храм.
У 1827 році в селі були 173 будинки і 1178 жителів. За даними етнографічної експедиції 1869—1870 років під керівництвом Павла Чубинського, населення села порівну становили українськомовні греко-католики та польськомовні римо-католики. У 1875 році греко-католицький храм захопила Російська православна церква.
Після Першої світової війни церква була закрита польською владою і жителі села марно намагались добитись відкриття. У 1920-х роках через заборону навчання у школі української мови жителі села організували приватну українську школу. У 1936 р. жителі села під проводом священика Івана Олійника у приватній хаті влаштували молитовний будинок, зруйнований польською поліцією через два роки у липні-серпні 1938 року разом із зачиненою церквою — попри спротив місцевих жителів.
У 1975—1998 роках село належало до Замойського воєводства.

## Населення
Демографічна структура станом на 31 березня 2011 року:
|          | Загалом | Допрацездатний вік | Працездатний вік | Постпрацездатний вік |
| -------- | ------- | ------------------ | ---------------- | -------------------- |
| Чоловіки | 565     | 127                | 378              | 60                   |
| Жінки    | 602     | 128                | 329              | 145                  |
| Разом    | 1167    | 255                | 707              | 205                  |

## Особистості

### Народилися
- Гаврило Коробчук (1887—1968) — український православний церковний діяч.